# Politionele acties
Les politionele acties (littéralement « actions de police ») font référence à deux offensives militaires néerlandaises majeures contre la république d'Indonésie lors de la révolution indonésienne : l'Operatie Product (21 juillet 1947 - 5 août 1947) et l'Operatie Kraai (décembre 1948 - janvier 1949). Les Indonésiens les appellent "agresi".